# Divizia A de handbal feminin 2016-2017
Divizia A de handbal feminin 2016-2017 a fost a 51-a ediție a eșalonului valoric secund al campionatului național de handbal feminin românesc. Competiția a purtat anterior numele Categoria B sau Divizia B, însă a fost redenumită în 1996, când fosta Divizie A a devenit Liga Națională. Întrecerea este organizată anual de Federația Română de Handbal (FRH).
La sfârșitul competiției, două echipe au promovat direct în Liga Națională 2017-2018, iar alte patru au primit dreptul de participare la un baraj de promovare.

## Televizări
În general, meciurile nu au fost televizate. O excepție notabilă au prezentat-o cele două partide dintre Rapid USL Metrou București și CS Dinamo București, ambele transmise în direct de către canalul TVR2 al televiziunii naționale.

## Echipe participante
Precum în fiecare an, cele două serii au fost împărțite pe criterii geografice, cu scopul de a limita deplasările lungi și a reduce astfel costurile.

### Seria A
În seria A au concurat 14 echipe, din care 6 din București. Acestea au fost:
| - CS Știința Bacău - CSM București II - CS Dinamo București - CS Rapid USL Metrou București - CSU Știința București - ACS Spartac București - ACS Școala 181 București | - CS HM Buzău - CSU Neptun Constanța - ACS UAIC CNOT Iași - HCF Piatra Neamț - SCM Pitești - HC Activ CSO Plopeni - CSU Târgoviște |

### Seria B
În seria B au concurat 11 echipe. Acestea au fost:
| - CS Extrem Baia Mare - CS Minaur Baia Mare - Național Brașov - ACS Crișul Chișineu-Criș - CS Dacia Mioveni - CS Universitatea Oradea | - CS Universitatea Reșița - ACS Sepsi-Sic Sf. Gheorghe - CSM Slatina - SC Mureșul Târgu Mureș - CSU de Vest Timișoara |

## Clasament
|  | Echipe promovate direct în Liga Națională 2017-2018 |
|  | Echipe care au participat la barajul de promovare   |

### Seria A
Clasament valabil pe 19 mai 2017, la finalul competiției.
| Poz. | Echipa                        | J  | V  | E | Î  | GM  | GP  | DG    | P  |
| ---- | ----------------------------- | -- | -- | - | -- | --- | --- | ----- | -- |
| 1    | CS Rapid USL Metrou București | 26 | 25 | 0 | 1  | 980 | 539 | + 441 | 75 |
| 2    | CS Dinamo București           | 26 | 25 | 0 | 1  | 904 | 538 | + 366 | 75 |
| 3    | CS HM Buzău                   | 26 | 19 | 0 | 7  | 886 | 764 | + 122 | 57 |
| 4    | SCM Pitești                   | 26 | 16 | 1 | 9  | 741 | 701 | + 40  | 49 |
| 5    | CSU Știința București         | 26 | 16 | 0 | 10 | 751 | 702 | + 49  | 48 |
| 6    | CSM București II              | 26 | 15 | 1 | 10 | 767 | 713 | + 54  | 46 |
| 7    | CSU Neptun Constanța1)        | 26 | 14 | 0 | 12 | 739 | 718 | + 21  | 41 |
| 8    | HCF Piatra Neamț              | 26 | 12 | 1 | 13 | 707 | 732 | – 25  | 37 |
| 9    | CS Știința Bacău              | 26 | 11 | 2 | 13 | 706 | 770 | – 64  | 35 |
| 10   | ACS Școala 181 București2)    | 25 | 8  | 2 | 15 | 724 | 819 | – 95  | 25 |
| 11   | HC Activ CSO Plopeni          | 26 | 7  | 1 | 18 | 670 | 767 | – 97  | 22 |
| 12   | ACS UAIC CNOT Iași            | 25 | 3  | 0 | 22 | 620 | 824 | – 204 | 12 |
| 13   | CS Târgoviște                 | 26 | 4  | 0 | 22 | 580 | 842 | – 262 | 12 |
| 14   | ACS Spartac București         | 26 | 2  | 0 | 24 | 570 | 916 | – 346 | 6  |

1) CSU Neptun Constanța a fost penalizată cu un punct pentru folosirea unei handbaliste fără drept de joc.
2) ACS Școala 181 București a fost penalizată cu un punct pentru nerespectarea cerințelor de vârstă.

### Seria B
Clasament valabil pe 17 mai 2017, la finalul competiției.
| Poz. | Echipa                     | J  | V  | E | Î  | GM  | GP  | DG    | P  |
| ---- | -------------------------- | -- | -- | - | -- | --- | --- | ----- | -- |
| 1    | CSM Slatina                | 20 | 19 | 0 | 1  | 673 | 428 | + 245 | 57 |
| 2    | CS Minaur Baia Mare1)      | 19 | 16 | 0 | 3  | 657 | 450 | + 207 | 47 |
| 3    | CS Universitatea Reșița    | 20 | 15 | 0 | 5  | 566 | 502 | + 64  | 45 |
| 4    | SC Mureșul Târgu Mureș     | 20 | 13 | 0 | 7  | 582 | 528 | + 54  | 39 |
| 5    | CS Universitatea Oradea    | 20 | 11 | 0 | 9  | 617 | 611 | + 6   | 33 |
| 6    | CS Extrem Baia Mare        | 19 | 10 | 0 | 9  | 622 | 596 | + 26  | 30 |
| 7    | CSU de Vest Timișoara      | 20 | 8  | 0 | 12 | 575 | 606 | – 31  | 24 |
| 8    | Național Brașov            | 20 | 8  | 0 | 12 | 576 | 624 | – 48  | 24 |
| 9    | CS Dacia Mioveni2)         | 20 | 5  | 0 | 15 | 511 | 607 | – 96  | 13 |
| 10   | ACS Sepsi-Sic Sf. Gheorghe | 20 | 3  | 1 | 16 | 567 | 761 | – 194 | 10 |
| 11   | ACS Crișul Chișineu-Criș   | 20 | 1  | 0 | 19 | 538 | 771 | – 233 | 1  |

1) CS Minaur Baia Mare a fost penalizată cu un punct pentru nerespectarea cerințelor de vârstă.
2) CS Dacia Mioveni a fost penalizată cu două puncte pentru neprezentare.